# Pump

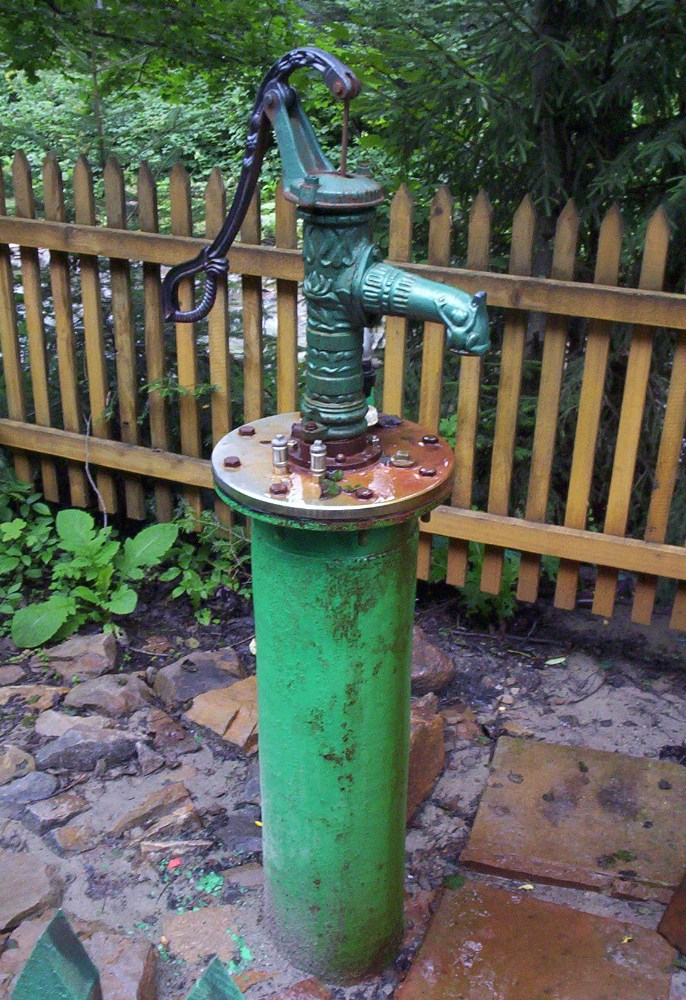
En handpump

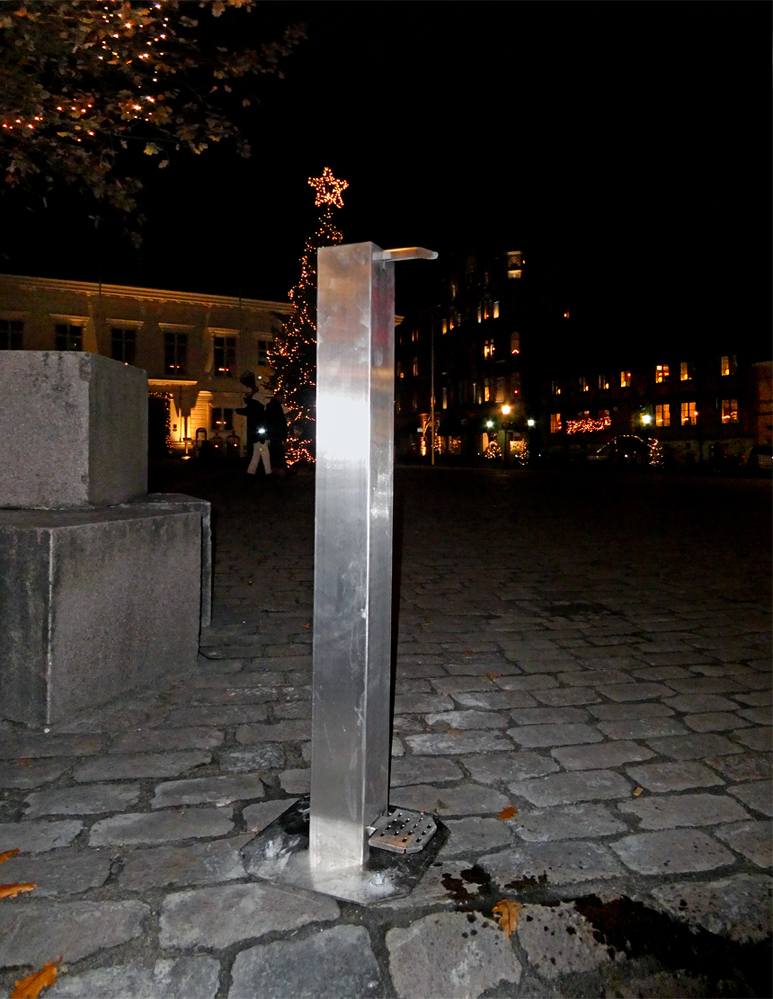
En offentlig pump för handsprit på Stortorget i Ystad 2020.

En pump är ett verktyg vars syfte är att förflytta en fluid, det vill säga en vätska eller en gas.
En värmepump flyttar ett värmemedium i ett slutet kretslopp för att flytta värme från en temperaturnivå till en högre temperaturnivå.

## Funktion
En pumps karaktär och prestanda anges av storheterna tryckhöjd (h), flöde (Q), effekt (P), verkningsgrad (η) och NPSHR. (Nedanstående definitioner gäller endast pumpar för inkompressibla medier.)
Tryckhöjd (h)
Tryck (p) definieras som kraft/yta. SI-enheten för tryck är pascal (Pa), vilket är det samma som N/m2. I Internationella måttenhetssystemets grundenheter blir detta kg/ms2. I pumpsammanhang är det däremot vanligt att tala om tryckhöjd i meter vattenpelare (mvp). Man menar då den höjd som trycket orkar trycka upp vätskan till. Detta beror på vätskans densitet och gravitationen (tyngdaccelerationen). Vanligtvis menar man underförstått vattens densitet och jordens gravitation. I detta fall blir 1 mvp = 9,81 kPa. Pumpens maximala uppfordringshöjd, när flödet är lika med noll, kallas för dämda punkten och mäts i tryck.
Flöde (Q)
SI-enheten för volymflöde är m3/s. I pumpsammanhang kan det ibland vara lämpligare att använda l/s. (Ibland kallas flödet felaktigt minutliter, vilket matematiskt är en multiplikation, medan den korrekta termen innebär en kvot.)
Effekt (P)
Hydraulisk effekt Phydr anges som produkten av tryck och flöde Phydr=pQ. Genom dimensionsanalys av grundenheterna i Internationella måttenhetssystemet kan man se att enheten blir kgm2/s3, det vill säga Watt.
Verkningsgrad (η)
En pumps totalverkningsgrad är relationen mellan hydraulisk effekt och inmatad effekt: ηtot=Phydr/Pin. I det fall en pump drivs av en elektrisk motor via en växel är totalverkningsgraden den hydrauliska effekten genom den elektriska effekten. Den hydrauliska verkningsgraden är relationen mellan hydraulisk effekt och mekanisk effekt: ηhydr=Phydr/Mω (vinkelhastighet).
NPSHR
En pumps NPSHR beskriver vilket minsta inloppstryck som behövs för att pumpen inte ska börja kavitera. NPSHR står för net positive suction head required. Detta anges ofta i meter på samma sätt som tryckhöjd.

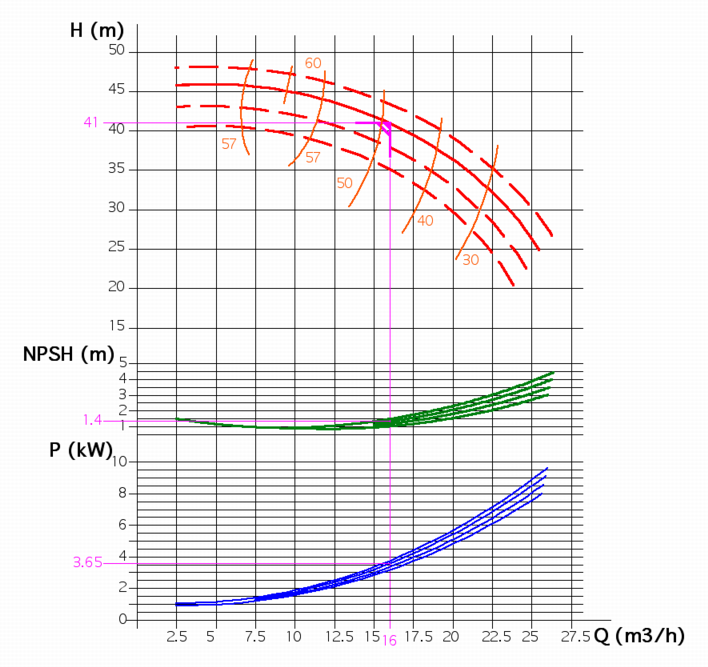
QH-diagram
 Ett QH-diagram är ett diagram med pumpflödet Q på abskissan och tryckhöjden h på ordinatan. Pumpens egenskaper beskrivs av en kurva i diagrammet: en QH-kurva eller pumpkurva. För att ytterligare beskriva pumpen kan man i samma diagram lägga in kurvor för verkningsgrad, elektrisk ineffekt och NPSHR.

## Typer av pumpar
Beroende på viken grundprincip pumpen använder, kan pumpar delas in i fyra huvudkategorier:
deplacementspumpar, rotodynamiska pumpar (centrifugalpump och axialflödespump), ejektorpumpar och elektromagnetiska pumpar.
De vanligaste är rotodynamiska pumpar och deplacementspumpar.
Därutöver förekommer vissa specialpumpar som den hydrauliska vädurspumpen och mammutpumpen.

## Galleri
- Vädurspump
1. Inlopp
2. Avlopp
3. Utlopp
4. Avloppsventil
5. Utloppsventil
6. Tryckklocka

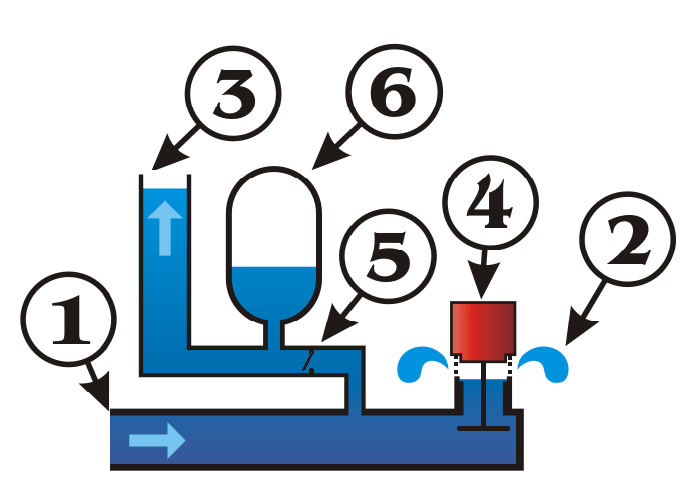
Vädurspump
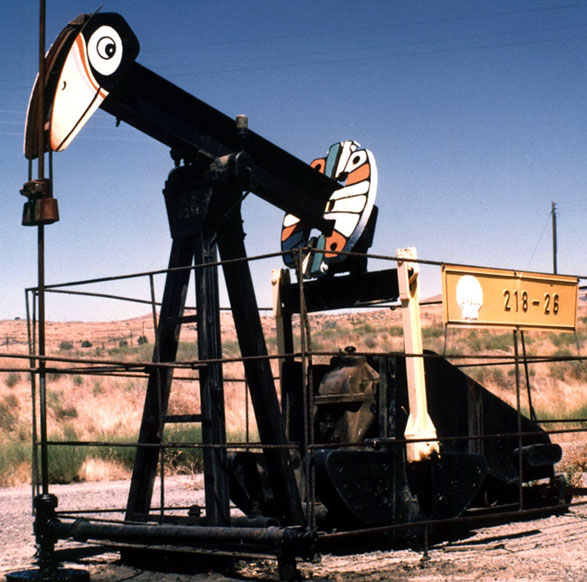
Oljepump
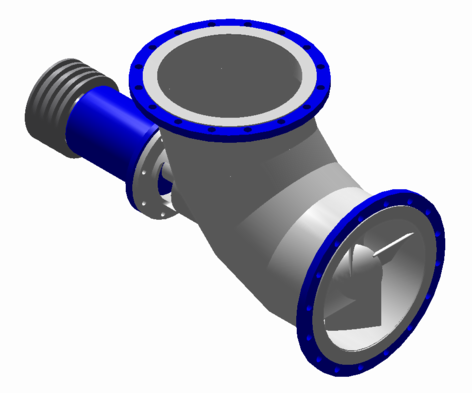
Axialflödespump
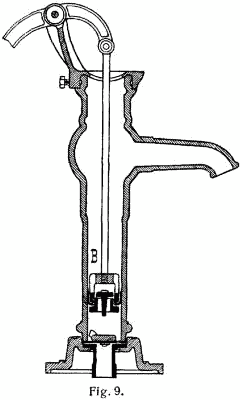
Kolvpump
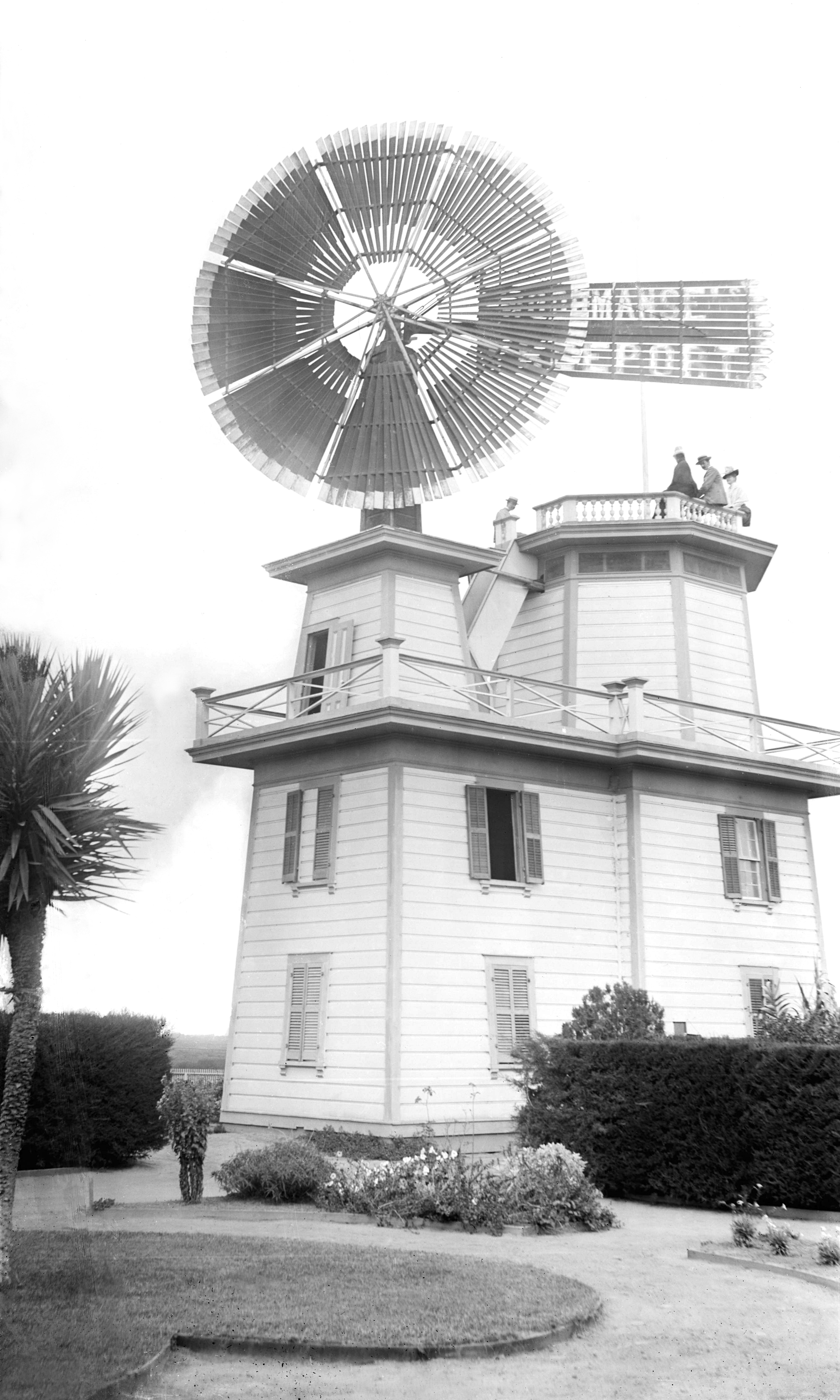
En vindpump för bevattning i Kalifornien ca 1900.

### Deplacementspumpar
Deplacementspumpar, kallas även förträngningspumpar, utgörs av lobrotorpumpar, kolvpumpar, kugghjulspumpar, skruvpumpar, vingpumpar, membranpumpar med flera och karaktäriseras av att flödet bestäms av varvtal alternativt slagfrekvens och i princip inte alls av mottrycket.
Medan det går alldeles utmärkt att reglera flödet från centrifugalpumpar med ventil på utloppet är detta ej lämpligt på förträngningspumpar, bortsett från tryckluftsdrivna membranpumpar. Dessa brukar till och med förses med överströmnings- eller säkerhetsventil för att inte pump, ledning, flänspackningar el dyl skall skadas om någon form av hinder skulle uppstå på trycksidan. På sugsidan är det dock ofarligt att stänga - dock bör man vara uppmärksam på att skadliga stötar och slag i vissa fall kan uppstå.

### Rotodynamiska pumpar
Rotodynamiska pumpar (centrifugalpump och axialflödespump), kallas även friströmspumpar, karaktäriseras av att flödet varierar med mottrycket i systemet, från noll flöde vid max tryck till max flöde vid noll tryck trots att varvtalet hålls konstant. Detta är mycket praktiskt i och med att pumpen får arbeta mot stängd ventil. Stora pumpar med motorer som annars är svåra att starta brukar tas i drift via start mot stängd ventil. I och med att flödet genom pumpen då är noll går den betydligt lättare än när ventilen öppnas och pumpningen sätts igång.
Ett vanligt exempel på en rotodynamisk pump är en ovalhjulspump. Denna pump har ett ovalt hjul som roterar med hjälp av flödet.

### Ejektorpumpar
I en ejektorpump, även kallad strålpump, skapas ett undertryck genom att en vätske- eller gasstråle expanderar i en ejektorkammare. Ejektorpumpen behöver alltså i de flesta fall en annan pump eller tryckkälla för att fungera. Ejektorpumpens karakteristika liknar, inom vida gränser så länge det drivande mediet ej är ånga, de rotodynamiska pumparnas.
Speciellt för ejektorpumparna är att det drivande mediet blandar sig med det som skall pumpas och att pumparna kan byggas för en kapacitet många gånger större än storleken hos det drivande flödet. Ejektorpumpar kan även användas för att åstadkomma en kontrollerad blandning av två delflöden - dosering.
En annan egenskap är att pumpen saknar rörliga delar och kan byggas med stora genomlopp - en sådan pump kan således klara att pumpa exempelvis kraftigt förorenad vätska. Strålpumpen är även självrensande i och med att det drivande mediet strömmar baklänges ut i sugledningen om tryckledningen stängs. Detta sammantaget gör ejektorpumparna synnerligen driftsäkra och de används därför på svåråtkomliga platser, som länspumpar där föroreningar annars skulle äventyra funktionen osv.
En typ av ejektorpump är vattensugen - en ejektor byggd att med tryckvatten pumpa gas eller luft - och denna kan användas för evakuering av exempelvis en annars inte självsugande centrifugalpump. Ibland byggs en ejektor in i samma hus som en centrifugalpump som utformas så att en tillräckligt stor mängd vätska alltid blir kvar i pumphuset. På så sätt blir pumpen i viss utsträckning självsugande.
Friströmspumpen kan sägas vara en kombination av ejektorpump och rotodynamisk pump sammanbyggt i ett och samma hus - pumphjulet sitter i ett sedvanligt snäckhus, men vid sidan av pumpens huvudflöde och pumpen blir därigenom mer okänslig för föroreningar samt får (på bekostnad av trycket) ett flöde avsevärt större än själva löphjulet är stort nog att hantera.

### Elektromagnetiska pumpar
I elektromagnetiska pumpar utnyttjar man det faktum att man på en elektrisk ledare i ett magnetfält får en kraft som beror av strömmen i ledaren. Detta kan utnyttjas då den vätska man vill pumpa har hög elektrisk ledningsförmåga (konduktivitet) till exempel då man vill pumpa flytande metall.

### Luftpumpar
Luftpumpar tjänar till att ändra lufttrycket i ett kärl eller annat område. En pump som avser att höja trycket kallas Kompressor.

#### Vakuumpump
En vakuumpump är en typ av luftpump för att sänka trycket i tankar, ledningar och apparater. Den äldsta typen av vakuumpump var kolvluftpumpen. En lufttät kolv i en cylindrisk pumpstövel, som är förenad med det kärl där luften skall pumpas ur, rör sig från kärlet som skall tömmas på luft, varpå en kran mellan pumpstöveln och det luftförtunnade kärlet försluts. Genom att fylla rummet mellan kranen och pumpstöveln med olja, så kallade oljeluftpumpar kan ytterligare förtunna luften.
En vattenstrålpump fungerar genom att en vatten under högt tryck pressas in i ett nedtill avsmalnande rör. Vattenstrålen pressas därefter in i ett annat rör, som befinner sig i förlängningen av det förra, och därvid suger luft med sig. Bägge dessa rör är placerade inuti ett bredare rör, som står i förbindelse med kammaren där trycket skall sänkas.
Kapselpumpen baseras på samma princip som kolvluftpumpen. Kolven är här ersatt med en roterande cylinder. Cylindern är excentriskt anbringad i ett cylindriskt pumphus och försedd med två metallstycken, som hålls isär och tycks mot pumphusets inre vägg med en spiralfjäder. Under rotationen drivs luften av metallstyckena från ena sida av pumphuset, som står i förbindelse med kammaren som skall tömmas på luft, till den andra, som med en ventil är förbunden med ytterluften. Kapselpumpen kan sänka trycket till 0,01 mmHg, och används främst som förpump. I stället för kolv kan man även använda vätska. Under 1800- och 1900-talet var kvicksilverpumpar vanliga.
En molekylarpump består av en slät skiva eller en cylindrisk trumma, som roterar hastigt i ett cylindriskt pumphus med ett ytterst litet mellanrum mellan skivan eller trumman och pumphusets inre vägg. Genom friktion förs luften från kammaren som skall tömmas in i förvakuum, varvid den drivs fram i spiralformiga spår, urtagna i själva pumphuset. Molekylarpumpen fungerar på alla gaser och ångor, men med olika hastighet.
Ångstrålpumparna fungerar efter vattenstrålpumparnas princip, men drivs med ånga, vanligen kvicksilverånga istället. Difussionspumpen fungerar efter liknande principer. Ångan strömmar här in i ett rör, som på ett ställe är försett med några fina öppningar. Luften diffunderar in genom dessa och bortförs med ångan.
Precis som kompressorer är det ej möjligt att bygga vakuumpumpar för hur stora tryckförhållanden som helst. Väl utförda vakuumpumpar klarar dock att sänka trycket till 1/100 och i tvåstegsutförande med två sådana pumpar i kaskad kan ett gott "industrivakuum" om 99,99 % (motsvarar 0,1 mbar) erhållas. Vakuum i den klassen behövs vid tillverkningen av elektronrör. Vid den avslutande vakuumpumpningen avlägsnas de sista gasresterna genom kemisk omvandling till fast aggregationstillstånd med getter (uttalas med "hårt" G, ej att förväxla med gitter).